# SuperLiga (2016/2017)
SuperLiga (2016/2017) (od nazwy głównego sponsora SuperLiga CEC Bank) – szósta edycja zreformowanej najwyższej klasy rozgrywkowej w rugby union w Rumunii, a jednocześnie setne mistrzostwa kraju. Zawody odbywały się w dniach 30 lipca 2016 – 28 maja 2017 roku, a tytuł mistrzowski obroniła drużyna Timișoara Saracens.

## Informacje ogólne
Była to jubileuszowa, setna edycja mistrzostw kraju, rozgrywek zapoczątkowanych w roku 1914.
Dwa spotkania zakończyły się walkowerem z powodu niestawienia się przez gości – po jednym w ostatniej kolejce sezonu zasadniczego (CSM – Kluż) oraz w pierwszej rundzie fazy play-off (Timișoara – Poli Agro).
Do półfinałów awansowała ta sama czwórka co w poprzedniej edycji. Pary w meczach o medale były takie same jak półtora roku wcześniej, a w finale spotkały się kluby, które łącznie zwyciężały we wszystkich pięciu rozegranych edycjach SuperLigi i jednocześnie w poprzednich siedmiu sezonach ligowych. Lepsi w nim ponownie okazali się zawodnicy Timișoara Saracens, którzy pokonali zespół z Baia Mare, brąz przypadł zaś stołecznemu CSM Bukareszt, toteż końcowa kolejność na podium była identyczna jak w sezonie poprzednim. Najwięcej punktów w zawodach – po raz czwarty w karierze – zdobył Florin Vlaicu, w klasyfikacji przyłożeń z dziesięcioma zwyciężył zaś Atelea Moa.
W każdej kolejce, prócz samych meczów o medale, wybierano najlepszego jej zawodnika, a w pierwszej części zawodów była dodatkowo wybierana najlepsza piętnastka kolejki oraz całej rundy. 
Po każdej kolejce były także publikowane statystyki, a następnie także statystyczne podsumowanie całego sezonu.
Mecze były transmitowane na antenach stacji Dolce Sport, wszystkie spotkania były dostępne także w Internecie.

## System rozgrywek
We wrześniu 2015 roku odbyło się głosowanie w sprawie powrotu do przeprowadzania mistrzostw systemem jesień-wiosna, dwa miesiące później zaproponowano kilka ich wariantów. Na początku grudnia tegoż roku Federațiă Română de Rugby zaakceptowała przedstawione zmiany mające obowiązywać od sezonu 2016-2017. Ostatecznie zatem rozgrywki ligowe przeprowadzone zostały w pierwszej fazie systemem kołowym według modelu dwurundowego w okresie jesień-wiosna, po czym nastąpiła faza pucharowa. Bezpośredni awans do półfinałów uzyskał lider ligowej tabeli, reszta zespołów walczyła zaś w trzech parach o pozostałe trzy miejsca w półfinałach.
Zawody, w swej setnej edycji, w pierwszej rundzie rozpoczęły się pod koniec lipca 2016 roku, runda rewanżowa zaczęła się natomiast pod koniec marca 2017 roku. Na arenę meczów o medale FRR wskazała stołeczny Stadionul Arcul de Triumf.

## Drużyny
| Klub                         | Miasto      | 2015  |
| ---------------------------- | ----------- | ----- |
| Timișoara Saracens           | Timișoara   | 1.    |
| CSM Universitatea Baia Mare  | Baia Mare   | 2.    |
| CSM Olimpia Bukareszt        | Bukareszt   | 3.    |
| Steaua Bukareszt             | Bukareszt   | 4.    |
| CS Universitatea Cluj-Napoca | Kluż-Napoka | 5.    |
| Dinamo Bukareszt             | Bukareszt   | 6.    |
| CS Poli Agro Iași            | Jassy       | awans |

## Faza grupowa
| 30 lipca 201611:00 | CSM Universitatea Baia Mare | 35:10 | CS Poli Agro Iași | Arena Zimbrilor, Baia Mare |
| 30 lipca 201611:00 |                             | 35:10 |                   | Arena Zimbrilor, Baia Mare |

| 30 lipca 201617:00 | Steaua Bukareszt | 45:6 | CS Universitatea Cluj-Napoca | Ghencea, Bukareszt |
| 30 lipca 201617:00 |                  | 45:6 |                              | Ghencea, Bukareszt |

| 31 lipca 201617:00 | CSM Bukareszt | 25:33 | Dinamo Bukareszt | Stadionul Olimpia, Bukareszt |
| 31 lipca 201617:00 |               | 25:33 |                  | Stadionul Olimpia, Bukareszt |

| 5 sierpnia 201617:00 | Timișoara Saracens | 19:12 | CSM Universitatea Baia Mare | Stadionul Gheorghe Rășcanu, Timișoara |
| 5 sierpnia 201617:00 |                    | 19:12 |                             | Stadionul Gheorghe Rășcanu, Timișoara |

| 6 sierpnia 201611:00 | CS Poli Agro Iași | 39:19 | CSM Bukareszt | Stadionul Tepro, Jassy |
| 6 sierpnia 201611:00 |                   | 39:19 |               | Stadionul Tepro, Jassy |

| 7 sierpnia 201617:00 | Dinamo Bukareszt | 21:27 | Steaua Bukareszt | Stadion Florea Dumitrache, Bukareszt |
| 7 sierpnia 201617:00 |                  | 21:27 |                  | Stadion Florea Dumitrache, Bukareszt |

| 12 sierpnia 201611:00 | CS Universitatea Cluj-Napoca | 25:20 | Dinamo Bukareszt | Parcul Sportiv Iuliu Hațieganu, Kluż-Napoka |
| 12 sierpnia 201611:00 |                              | 25:20 |                  | Parcul Sportiv Iuliu Hațieganu, Kluż-Napoka |

| 12 sierpnia 201617:00 | CSM Bukareszt | 16:12 | Timișoara Saracens | Stadionul Olimpia, Bukareszt |
| 12 sierpnia 201617:00 |               | 16:12 |                    | Stadionul Olimpia, Bukareszt |

| 14 sierpnia 201611:00 | Steaua Bukareszt | 37:11 | CS Poli Agro Iași | Ghencea, Bukareszt |
| 14 sierpnia 201611:00 |                  | 37:11 |                   | Ghencea, Bukareszt |

| 19 sierpnia 201617:00 | Timișoara Saracens | 8:6 | Steaua Bukareszt | Stadionul Gheorghe Rășcanu, Timișoara |
| 19 sierpnia 201617:00 |                    | 8:6 |                  | Stadionul Gheorghe Rășcanu, Timișoara |

| 20 sierpnia 201611:00 | CSM Universitatea Baia Mare | 53:25 | CSM Bukareszt | Arena Zimbrilor, Baia Mare |
| 20 sierpnia 201611:00 |                             | 53:25 |               | Arena Zimbrilor, Baia Mare |

| 21 sierpnia 201617:00 | CS Poli Agro Iași | 25:3 | CS Universitatea Cluj-Napoca | Stadionul Tepro, Jassy |
| 21 sierpnia 201617:00 |                   | 25:3 |                              | Stadionul Tepro, Jassy |

| 26 sierpnia 201617:00 | Steaua Bukareszt | 29:24 | CSM Universitatea Baia Mare | Ghencea, Bukareszt |
| 26 sierpnia 201617:00 |                  | 29:24 |                             | Ghencea, Bukareszt |

| 27 sierpnia 201611:00 | CS Universitatea Cluj-Napoca | 11:51 | Timișoara Saracens | Parcul Sportiv Iuliu Hațieganu, Kluż-Napoka |
| 27 sierpnia 201611:00 |                              | 11:51 |                    | Parcul Sportiv Iuliu Hațieganu, Kluż-Napoka |

| 27 sierpnia 201617:00 | Dinamo Bukareszt | 28:17 | CS Poli Agro Iași | Stadion Florea Dumitrache, Bukareszt |
| 27 sierpnia 201617:00 |                  | 28:17 |                   | Stadion Florea Dumitrache, Bukareszt |

| 2 września 201616:00 | CSM Bukareszt | 19:28 | Steaua Bukareszt | Stadionul Olimpia, Bukareszt |
| 2 września 201616:00 |               | 19:28 |                  | Stadionul Olimpia, Bukareszt |

| 3 września 201611:00 | Timișoara Saracens | 31:0 | Dinamo Bukareszt | Stadionul Gheorghe Rășcanu, Timișoara |
| 3 września 201611:00 |                    | 31:0 |                  | Stadionul Gheorghe Rășcanu, Timișoara |

| 3 września 201615:00 | CSM Universitatea Baia Mare | 34:10 | CS Universitatea Cluj-Napoca | Stadionul Lascăr Ghineț, Baia Mare |
| 3 września 201615:00 |                             | 34:10 |                              | Stadionul Lascăr Ghineț, Baia Mare |

| 10 września 201611:00 | CS Universitatea Cluj-Napoca | 24:10 | CSM Bukareszt | Parcul Sportiv Iuliu Hațieganu, Kluż-Napoka |
| 10 września 201611:00 |                              | 24:10 |               | Parcul Sportiv Iuliu Hațieganu, Kluż-Napoka |

| 10 września 201616:00 | CS Poli Agro Iași | 24:49 | Timișoara Saracens | Stadionul Tepro, Jassy |
| 10 września 201616:00 |                   | 24:49 |                    | Stadionul Tepro, Jassy |

| 11 września 201616:00 | Dinamo Bukareszt | 11:22 | CSM Universitatea Baia Mare | Stadion Florea Dumitrache, Bukareszt |
| 11 września 201616:00 |                  | 11:22 |                             | Stadion Florea Dumitrache, Bukareszt |

| 24 marca 201714:00 | Dinamo Bukareszt | 24:25 | CSM Bukareszt | Stadion Florea Dumitrache, Bukareszt |
| 24 marca 201714:00 |                  | 24:25 |               | Stadion Florea Dumitrache, Bukareszt |

| 25 marca 201714:00 | CS Universitatea Cluj-Napoca | 3:38 | Steaua Bukareszt | Parcul Sportiv Iuliu Hațieganu, Kluż-Napoka |
| 25 marca 201714:00 |                              | 3:38 |                  | Parcul Sportiv Iuliu Hațieganu, Kluż-Napoka |

| 26 marca 201714:00 | CS Poli Agro Iași | 7:48 | CSM Universitatea Baia Mare | Stadionul Tepro, Jassy |
| 26 marca 201714:00 |                   | 7:48 |                             | Stadionul Tepro, Jassy |

| 1 kwietnia 201714:00 | Steaua Bukareszt | 39:25 | Dinamo Bukareszt | Ghencea, Bukareszt |
| 1 kwietnia 201714:00 |                  | 39:25 |                  | Ghencea, Bukareszt |

| 2 kwietnia 201714:00 | CSM Bukareszt | 41:28 | CS Poli Agro Iași | Stadionul Arcul de Triumf, Bukareszt |
| 2 kwietnia 201714:00 |               | 41:28 |                   | Stadionul Arcul de Triumf, Bukareszt |

| 3 maja 201714:00 | CSM Universitatea Baia Mare | 22:3 | Timișoara Saracens | Arena Zimbrilor, Baia Mare |
| 3 maja 201714:00 |                             | 22:3 |                    | Arena Zimbrilor, Baia Mare |

| 8 kwietnia 201711:00 | CS Poli Agro Iași | 15:40 | Steaua Bukareszt | Stadionul Tepro, Jassy |
| 8 kwietnia 201711:00 |                   | 15:40 |                  | Stadionul Tepro, Jassy |

| 8 kwietnia 201712:00 | Timișoara Saracens | 45:17 | CSM Bukareszt | Stadion Dan Păltinișanu, Timișoara |
| 8 kwietnia 201712:00 |                    | 45:17 |               | Stadion Dan Păltinișanu, Timișoara |

| 9 kwietnia 201714:00 | Dinamo Bukareszt | 34:10 | CS Universitatea Cluj-Napoca | Stadion Florea Dumitrache, Bukareszt |
| 9 kwietnia 201714:00 |                  | 34:10 |                              | Stadion Florea Dumitrache, Bukareszt |

| 14 kwietnia 201711:00 | CS Universitatea Cluj-Napoca | 23:24 | CS Poli Agro Iași | Parcul Sportiv Iuliu Hațieganu, Kluż-Napoka |
| 14 kwietnia 201711:00 |                              | 23:24 |                   | Parcul Sportiv Iuliu Hațieganu, Kluż-Napoka |

| 14 kwietnia 201714:00 | Steaua Bukareszt | 9:8 | Timișoara Saracens | Ghencea, Bukareszt |
| 14 kwietnia 201714:00 |                  | 9:8 |                    | Ghencea, Bukareszt |

| 15 kwietnia 201714:00 | CSM Bukareszt | 19:27 | CSM Universitatea Baia Mare | Stadionul Arcul de Triumf, Bukareszt |
| 15 kwietnia 201714:00 |               | 19:27 |                             | Stadionul Arcul de Triumf, Bukareszt |

| 22 kwietnia 201714:00 | CSM Universitatea Baia Mare | 29:20 | Steaua Bukareszt | Arena Zimbrilor, Baia Mare |
| 22 kwietnia 201714:00 |                             | 29:20 |                  | Arena Zimbrilor, Baia Mare |

| 23 kwietnia 201714:00 | CS Poli Agro Iași | 20:26 | Dinamo Bukareszt | Stadionul Tepro, Jassy |
| 23 kwietnia 201714:00 |                   | 20:26 |                  | Stadionul Tepro, Jassy |

| 25 kwietnia 201711:00 | Timișoara Saracens | 60:21 | CS Universitatea Cluj-Napoca | Stadion Dan Păltinișanu, Timișoara |
| 25 kwietnia 201711:00 |                    | 60:21 |                              | Stadion Dan Păltinișanu, Timișoara |

| 29 kwietnia 201711:00 | CS Universitatea Cluj-Napoca | 6:60 | CSM Universitatea Baia Mare | Parcul Sportiv Iuliu Hațieganu, Kluż-Napoka |
| 29 kwietnia 201711:00 |                              | 6:60 |                             | Parcul Sportiv Iuliu Hațieganu, Kluż-Napoka |

| 29 kwietnia 201713:00 | Dinamo Bukareszt | 16:38 | Timișoara Saracens | Stadion Florea Dumitrache, Bukareszt |
| 29 kwietnia 201713:00 |                  | 16:38 |                    | Stadion Florea Dumitrache, Bukareszt |

| 30 kwietnia 201714:00 | Steaua Bukareszt | 28:7 | CSM Bukareszt | Ghencea, Bukareszt |
| 30 kwietnia 201714:00 |                  | 28:7 |               | Ghencea, Bukareszt |

| 6 maja 201714:00 | CSM Bukareszt | 5:0 (wo.) | CS Universitatea Cluj-Napoca | Stadionul Arcul de Triumf, Bukareszt |
| 6 maja 201714:00 |               | 5:0 (wo.) |                              | Stadionul Arcul de Triumf, Bukareszt |

| 7 maja 201711:00 | Timișoara Saracens | 46:13 | CS Poli Agro Iași | Stadion Dan Păltinișanu, Timișoara |
| 7 maja 201711:00 |                    | 46:13 |                   | Stadion Dan Păltinișanu, Timișoara |

| 7 maja 201714:00 | CSM Universitatea Baia Mare | 59:21 | Dinamo Bukareszt | Arena Zimbrilor, Baia Mare |
| 7 maja 201714:00 |                             | 59:21 |                  | Arena Zimbrilor, Baia Mare |

## Faza pucharowa
|  |                              |                              |                             |                             |    |                             |                             |                  |                   |                   |                   |       |       |
|  | Ćwierćfinały                 | Ćwierćfinały                 | Ćwierćfinały                |                             |    | Półfinały                   | Półfinały                   | Półfinały        |                   |                   | Finał             | Finał | Finał |
|  | Ćwierćfinały                 | Ćwierćfinały                 | Ćwierćfinały                |                             |    | Półfinały                   | Półfinały                   | Półfinały        |                   |                   | Finał             | Finał | Finał |
|  |                              |                              |                             |                             |    |                             |                             |                  |                   |                   |                   |       |       |
|  |                              |                              |                             |                             |    |                             |                             |                  |                   |                   |                   |       |       |
|  | CSM Universitatea Baia Mare  |                              |                             |                             |    |                             |                             |                  |                   |                   |                   |       |       |
|  |                              |                              | 20 maja 2017                |                             |    |                             |                             |                  |                   |                   |                   |       |       |
|  | wolny los                    |                              |                             |                             |    |                             |                             |                  |                   |                   |                   |       |       |
|  |                              |                              | CSM Universitatea Baia Mare | CSM Universitatea Baia Mare | 44 |                             |                             |                  |                   |                   |                   |       |       |
|  | 13 maja 2017                 |                              | CSM Universitatea Baia Mare | CSM Universitatea Baia Mare | 44 |                             |                             |                  |                   |                   |                   |       |       |
|  |                              |                              | CSM Bukareszt               | CSM Bukareszt               | 9  |                             |                             |                  |                   |                   |                   |       |       |
|  | Dinamo Bukareszt             | Dinamo Bukareszt             | CSM Bukareszt               | CSM Bukareszt               | 9  | 26                          |                             |                  |                   |                   |                   |       |       |
|  | Dinamo Bukareszt             | Dinamo Bukareszt             |                             |                             |    | 26                          | 28 maja 2017                |                  |                   |                   |                   |       |       |
|  | CSM Bukareszt                | CSM Bukareszt                | 37                          |                             |    |                             |                             |                  |                   |                   |                   |       |       |
|  | CSM Bukareszt                | CSM Bukareszt                | 37                          |                             |    | CSM Universitatea Baia Mare | CSM Universitatea Baia Mare | 16               |                   |                   |                   |       |       |
|  | 13 maja 2017                 |                              |                             |                             |    | CSM Universitatea Baia Mare | CSM Universitatea Baia Mare | 16               |                   |                   |                   |       |       |
|  |                              |                              | Timișoara Saracens          | Timișoara Saracens          | 17 |                             |                             |                  |                   |                   |                   |       |       |
|  | Steaua Bukareszt             | Steaua Bukareszt             | Timișoara Saracens          | Timișoara Saracens          | 17 | 43                          |                             |                  |                   |                   |                   |       |       |
|  | Steaua Bukareszt             | Steaua Bukareszt             | 20 maja 2017                |                             |    | 43                          |                             |                  |                   |                   |                   |       |       |
|  | CS Universitatea Cluj-Napoca | CS Universitatea Cluj-Napoca | 3                           |                             |    |                             |                             |                  |                   |                   |                   |       |       |
|  | CS Universitatea Cluj-Napoca | CS Universitatea Cluj-Napoca | 3                           |                             |    | Steaua Bukareszt            | Steaua Bukareszt            | 5                | Mecz o 3. miejsce | Mecz o 3. miejsce | Mecz o 3. miejsce |       |       |
|  | 13 maja 2017                 |                              |                             |                             |    | Steaua Bukareszt            | Steaua Bukareszt            | 5                | Mecz o 3. miejsce | Mecz o 3. miejsce | Mecz o 3. miejsce |       |       |
|  |                              |                              | Timișoara Saracens          | Timișoara Saracens          | 12 |                             |                             | 28 maja 2017     | 28 maja 2017      | 28 maja 2017      |                   |       |       |
|  | Timișoara Saracens           | Timișoara Saracens           | Timișoara Saracens          | Timișoara Saracens          | 12 | 5                           |                             | 28 maja 2017     | 28 maja 2017      | 28 maja 2017      |                   |       |       |
|  | Timișoara Saracens           | Timișoara Saracens           |                             |                             |    |                             |                             | CSM Bukareszt    | CSM Bukareszt     | 37                |                   |       |       |
|  | CS Poli Agro Iași            | CS Poli Agro Iași            | 0 wo.                       |                             |    |                             |                             |                  | CSM Bukareszt     | 37                |                   |       |       |
|  | CS Poli Agro Iași            | CS Poli Agro Iași            | 0 wo.                       |                             |    |                             |                             | Steaua Bukareszt | Steaua Bukareszt  | 24                |                   |       |       |
|  |                              |                              |                             |                             |    |                             |                             |                  | Steaua Bukareszt  | 24                |                   |       |       |

| 13 maja 201715:00 | Dinamo Bukareszt | 26:37 | CSM Bukareszt | Stadion Florea Dumitrache, Bukareszt |
| 13 maja 201715:00 |                  | 26:37 |               | Stadion Florea Dumitrache, Bukareszt |

| 13 maja 201711:00 | Steaua Bukareszt | 43:3 | CS Universitatea Cluj-Napoca | Ghencea, Bukareszt |
| 13 maja 201711:00 |                  | 43:3 |                              | Ghencea, Bukareszt |

| 13 maja 201711:00 | Timișoara Saracens | 5:0 (wo.) | CS Poli Agro Iași | Stadion Dan Păltinișanu, Timișoara |
| 13 maja 201711:00 |                    | 5:0 (wo.) |                   | Stadion Dan Păltinișanu, Timișoara |

| 20 maja 201714:00 | CSM Universitatea Baia Mare | 44:9 | CSM Bukareszt | Arena Zimbrilor, Baia Mare |
| 20 maja 201714:00 |                             | 44:9 |               | Arena Zimbrilor, Baia Mare |

| 20 maja 201716:00 | Steaua Bukareszt | 5:12 | Timișoara Saracens | Ghencea, Bukareszt |
| 20 maja 201716:00 |                  | 5:12 |                    | Ghencea, Bukareszt |

| 28 maja 201717:00 | CSM Bukareszt | 37:24 | Steaua Bukareszt | Stadionul Arcul de Triumf, Bukareszt |
| 28 maja 201717:00 |               | 37:24 |                  | Stadionul Arcul de Triumf, Bukareszt |

| 28 maja 201719:00 | CSM Universitatea Baia Mare | 16:17 | Timișoara Saracens | Stadionul Arcul de Triumf, Bukareszt |
| 28 maja 201719:00 |                             | 16:17 |                    | Stadionul Arcul de Triumf, Bukareszt |

## Klasyfikacja końcowa
| Miejsce | Klub                         | Składy |
| ------- | ---------------------------- | ------ |
| złoto   | Timișoara Saracens           |        |
| srebro  | CSM Universitatea Baia Mare  |        |
| brąz    | CSM Bukareszt                |        |
| 4       | Steaua Bukareszt             |        |
| 5       | Dinamo Bukareszt             |        |
| 6       | CS Poli Agro Iași            |        |
| 7       | CS Universitatea Cluj-Napoca |        |